# Springkomkommer
De springkomkommer, spuitkomkommer of ezelskomkommer (Ecballium elaterium, synoniem: Momordica elaterium) is een plant uit de komkommerfamilie (Cucurbitaceae). De soort groeit in Zuid-Europa langs de mediterrane kust en in West- en Centraal-Azië.
De kruipende plant kan tot 60 cm hoog worden en groeit in wegbermen, akkerland en spoorwegbermen. Het dikke blad is grofgetand en aan de onderzijde wit behaard. De springkomkommer is eenhuizig. De gele bloemen zijn klokvormig en eenslachtig. 
De springkomkommer heeft een opmerkelijke manier van voortplanten (autochorie genoemd), hij maakt een stof aan die water aantrekt. Zo komt hij onder druk te staan tot zo'n 6 bar. Zodra de vrucht wordt aangeraakt, breekt de vruchtsteel af en valt de vrucht van de plant, terwijl tegelijkertijd een opening op de afbreekplaats ontstaat en de inhoud wegspuit, met tachtig pitten ingebed in een slijmerig, groen, vloeibaar vruchtvlees.

## Bijbel
Hoewel in sommige bronnen wordt aangegeven dat de kolokwint, die op enkele plaatsen in de Bijbel genoemd wordt, de springkomkommer is, klopt dit echter niet. De kolokwint is de verwante Citrullus colocynthis, een plant die tot dezelfde familie behoort, maar met heel andere vruchten.

## Gebruik
Vooral de vruchten zijn giftig en worden alleen voor medicinale doeleinden gebruikt. Vergiftigingsverschijnselen zijn waterige buikloop, verzwakte polsslag, stuipen, bewegingloosheid en afkoeling van het lichaam met een mogelijk snelle dood. De vrucht smaakt bitter en bevat cucurbitacine B, dat ontstekingsremmend werkt. Ook bevat de vrucht elaterine, een giftig glycoside, dat huidirritatie kan geven.